# Martin-chasseur bleu-noir
Todiramphus nigrocyaneus
Espèce
Statut de conservation UICN

 NT  : Quasi menacé
Le Martin-chasseur bleu-noir (Todiramphus nigrocyaneus) est une espèce d'oiseaux de la famille des Alcedinidae, vivant en Nouvelle-Guinée et quelques îles environnantes (Salawati, Batanta and Yapen).